# 深海Blue Cha-Cha電影原聲帶
深海－電影原聲帶（Blue Cha-cha）是台灣電影《深海》的原聲音樂專輯。該片是台灣導演鄭文堂的作品，由蘇慧倫、陸奕靜、戴立忍、李威等人主演，整全片在高雄旗津、哨船頭、愛河等地拍攝。擔當原創音樂的李欣芸，先從劇情大綱和劇本寫下音樂片段供片場播放，李欣芸甚自親到高雄片場旁觀拍片情況，做出更貼近電影本義的音樂，並堅持以管絃樂彈奏所有曲目。
該片獲得2005年第42屆金馬獎最佳原創電影音樂獎，翌年由李欣芸以個人工作室的名義發行電影原聲帶，並於同年在日本發行。
其中作品〈陽光恰恰〉經過重新以管絃樂編曲，收錄在李欣芸於2016年推出的《心情電影院》雙CD專輯。

## 曲目
| 曲序 | 曲名         | 作曲         | 編曲   | 樂手 |
| ---- | ------------ | ------------ | ------ | --- |
| 01   | 天台上的恰恰 | 李欣芸、程馗 | 李欣芸 | 木吉他：董運昌 尼龍吉他：柯智豪 電吉他：董運昌、柯智豪 手風琴：王雁盟 鍵盤：李欣芸 豎笛：黃荻 大提琴：連亦先 小提琴：侯勇光 鼓：李守信 Midi Programming：程馗 |
| 02   | 泣の弦       | 李欣芸、程馗 | 李欣芸 | 木吉他：董運昌 尼龍吉他：柯智豪 電吉他：董運昌、柯智豪 手風琴：王雁盟 鍵盤：李欣芸 豎笛：黃荻 大提琴：連亦先 小提琴：侯勇光 鼓：李守信 Midi Programming：程馗 |
| 03   | 陽光恰恰     | 李欣芸、程馗 | 李欣芸 | 木吉他：董運昌 尼龍吉他：柯智豪 電吉他：董運昌、柯智豪 手風琴：王雁盟 鍵盤：李欣芸 豎笛：黃荻 大提琴：連亦先 小提琴：侯勇光 鼓：李守信 Midi Programming：程馗 |
| 04   | 泡沬         | 李欣芸、程馗 | 李欣芸 | 木吉他：董運昌 尼龍吉他：柯智豪 電吉他：董運昌、柯智豪 手風琴：王雁盟 鍵盤：李欣芸 豎笛：黃荻 大提琴：連亦先 小提琴：侯勇光 鼓：李守信 Midi Programming：程馗 |
| 05   | 寧靜的海     | 李欣芸、程馗 | 李欣芸 | 木吉他：董運昌 尼龍吉他：柯智豪 電吉他：董運昌、柯智豪 手風琴：王雁盟 鍵盤：李欣芸 豎笛：黃荻 大提琴：連亦先 小提琴：侯勇光 鼓：李守信 Midi Programming：程馗 |
| 06   | 沉浮         | 李欣芸、程馗 | 李欣芸 | 木吉他：董運昌 尼龍吉他：柯智豪 電吉他：董運昌、柯智豪 手風琴：王雁盟 鍵盤：李欣芸 豎笛：黃荻 大提琴：連亦先 小提琴：侯勇光 鼓：李守信 Midi Programming：程馗 |
| 07   | 消失海岸線   | 李欣芸、程馗 | 李欣芸 | 木吉他：董運昌 尼龍吉他：柯智豪 電吉他：董運昌、柯智豪 手風琴：王雁盟 鍵盤：李欣芸 豎笛：黃荻 大提琴：連亦先 小提琴：侯勇光 鼓：李守信 Midi Programming：程馗 |
| 08   | 獨舞         | 李欣芸、程馗 | 李欣芸 | 木吉他：董運昌 尼龍吉他：柯智豪 電吉他：董運昌、柯智豪 手風琴：王雁盟 鍵盤：李欣芸 豎笛：黃荻 大提琴：連亦先 小提琴：侯勇光 鼓：李守信 Midi Programming：程馗 |
| 09   | 流浪恰恰     | 李欣芸、程馗 | 李欣芸 | 木吉他：董運昌 尼龍吉他：柯智豪 電吉他：董運昌、柯智豪 手風琴：王雁盟 鍵盤：李欣芸 豎笛：黃荻 大提琴：連亦先 小提琴：侯勇光 鼓：李守信 Midi Programming：程馗 |
| 10   | 愛情幻影     | 李欣芸、程馗 | 李欣芸 | 木吉他：董運昌 尼龍吉他：柯智豪 電吉他：董運昌、柯智豪 手風琴：王雁盟 鍵盤：李欣芸 豎笛：黃荻 大提琴：連亦先 小提琴：侯勇光 鼓：李守信 Midi Programming：程馗 |
| 11   | 漂流寄生     | 李欣芸、程馗 | 李欣芸 | 木吉他：董運昌 尼龍吉他：柯智豪 電吉他：董運昌、柯智豪 手風琴：王雁盟 鍵盤：李欣芸 豎笛：黃荻 大提琴：連亦先 小提琴：侯勇光 鼓：李守信 Midi Programming：程馗 |
| 12   | 燒灼的思念   | 李欣芸、程馗 | 李欣芸 | 木吉他：董運昌 尼龍吉他：柯智豪 電吉他：董運昌、柯智豪 手風琴：王雁盟 鍵盤：李欣芸 豎笛：黃荻 大提琴：連亦先 小提琴：侯勇光 鼓：李守信 Midi Programming：程馗 |
| 13   | 消逝的夢     | 李欣芸、程馗 | 李欣芸 | 木吉他：董運昌 尼龍吉他：柯智豪 電吉他：董運昌、柯智豪 手風琴：王雁盟 鍵盤：李欣芸 豎笛：黃荻 大提琴：連亦先 小提琴：侯勇光 鼓：李守信 Midi Programming：程馗 |
| 14   | 悲喜         | 李欣芸、程馗 | 李欣芸 | 木吉他：董運昌 尼龍吉他：柯智豪 電吉他：董運昌、柯智豪 手風琴：王雁盟 鍵盤：李欣芸 豎笛：黃荻 大提琴：連亦先 小提琴：侯勇光 鼓：李守信 Midi Programming：程馗 |
| 15   | 幽黯深海     | 李欣芸、程馗 | 李欣芸 | 木吉他：董運昌 尼龍吉他：柯智豪 電吉他：董運昌、柯智豪 手風琴：王雁盟 鍵盤：李欣芸 豎笛：黃荻 大提琴：連亦先 小提琴：侯勇光 鼓：李守信 Midi Programming：程馗 |
| 16   | 望春風       | 李欣芸、程馗 | 李欣芸 | 木吉他：董運昌 尼龍吉他：柯智豪 電吉他：董運昌、柯智豪 手風琴：王雁盟 鍵盤：李欣芸 豎笛：黃荻 大提琴：連亦先 小提琴：侯勇光 鼓：李守信 Midi Programming：程馗 |

## 發行版本
- 台灣發行版本(CD，2006年3月2日發行)
- 日本發行版本(CD+DVD，2006年7月19日由Ritz Music Inc.發行[4])

日本版DVD曲目：

01. PV｢Cha-Cha on the Roof / 天台上的恰恰｣ 

02. Message from Composer（李欣芸）

03. Message from Director（鄭文堂）

04. Message from Cast（李威）

05. Message from Cast (蘇慧倫)

## 外部連結
- 吳涵婷.【世界電影雜誌】：李欣芸的深海世界－金馬獎最佳電影音樂專訪，2006年3月2日 （页面存档备份，存于）.PChome Online 網路家庭-電子報
- DreaMania樂評－「深海電影原聲帶」（此網誌只開放給受邀請的讀者）[]
- 李欣芸 / 深海(Blue Cha Cha) [SOUNDTRACK]
- 【聯合晚報】李欣芸 邀侯孝賢共舞
- 【中時電子報藝文新聞】恰恰貫穿深海 李欣芸獲金馬獎激勵[永久]
- 誠品網路書店－深海